# Malin Aune
Malin Larsen Aune (n. 4 martie 1995, în Ranheim) este o handbalistă norvegiană care joacă pentru echipa națională a Norvegiei.
Din 2021 până în 2023 a jucat pentru clubul românesc CSM București.
Pe lângă diversele medalii câștigate, Aune, care evoluează pe postul de extremă dreapta, a reprezentat Norvegia și la Campionatul European pentru Tineret din 2013, unde s-a clasat pe locul al IV-lea, respectiv la Campionatul Mondial pentru Tineret din 2014, unde s-a clasat pe locul al IX-lea.
Malin Aune a debutat la echipa națională a Norvegiei în 2015.

## Palmares
- Campionatul European
  - Medalie de aur: 2016, 2020

- Campionatul Mondial pentru Junioare:
  - Medalie de bronz: 2012

- Campionatul European pentru Junioare:
  - Medalie de bronz: 2011

- Liga Campionilor EHF:
  -  Câștigătoare: 2021
  - Medalie de bronz: 2019

- Cupa EHF:
  - Finalistă: 2018

- Liga Norvegiană de Handbal:
  - Câștigătoare: 2018, 2019, 2020, 2021

- Cupa Norvegiei:
  -  Câștigătoare: 2017, 2018, 2019, 2020

- Cupa României:
  - Câștigătoare: 2022

## Premii individuale
- Extrema dreaptă a All-Star Team în campionatul norvegian: 2018/2019[5]
- Extrema dreaptă a All-Star Team la Cupa Møbelringen: 2018[6]